# Râul Băcâia
Râul Băcâia este un curs de apă, afluent al râului Cib.  

## Hărți
- Harta județului Hunedoara
- Harta munților Apuseni